# 塔のへつり

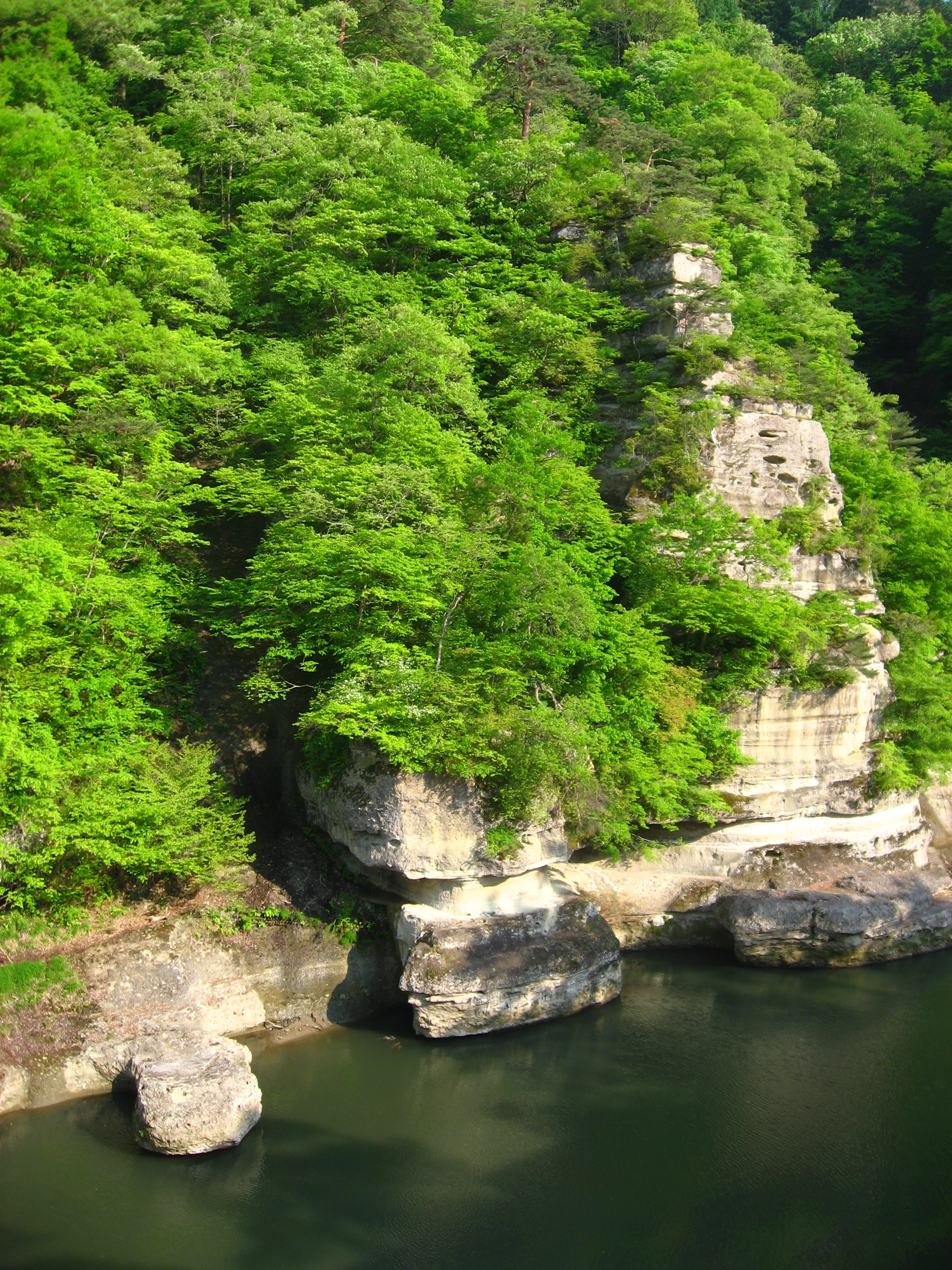
新緑の塔のへつり

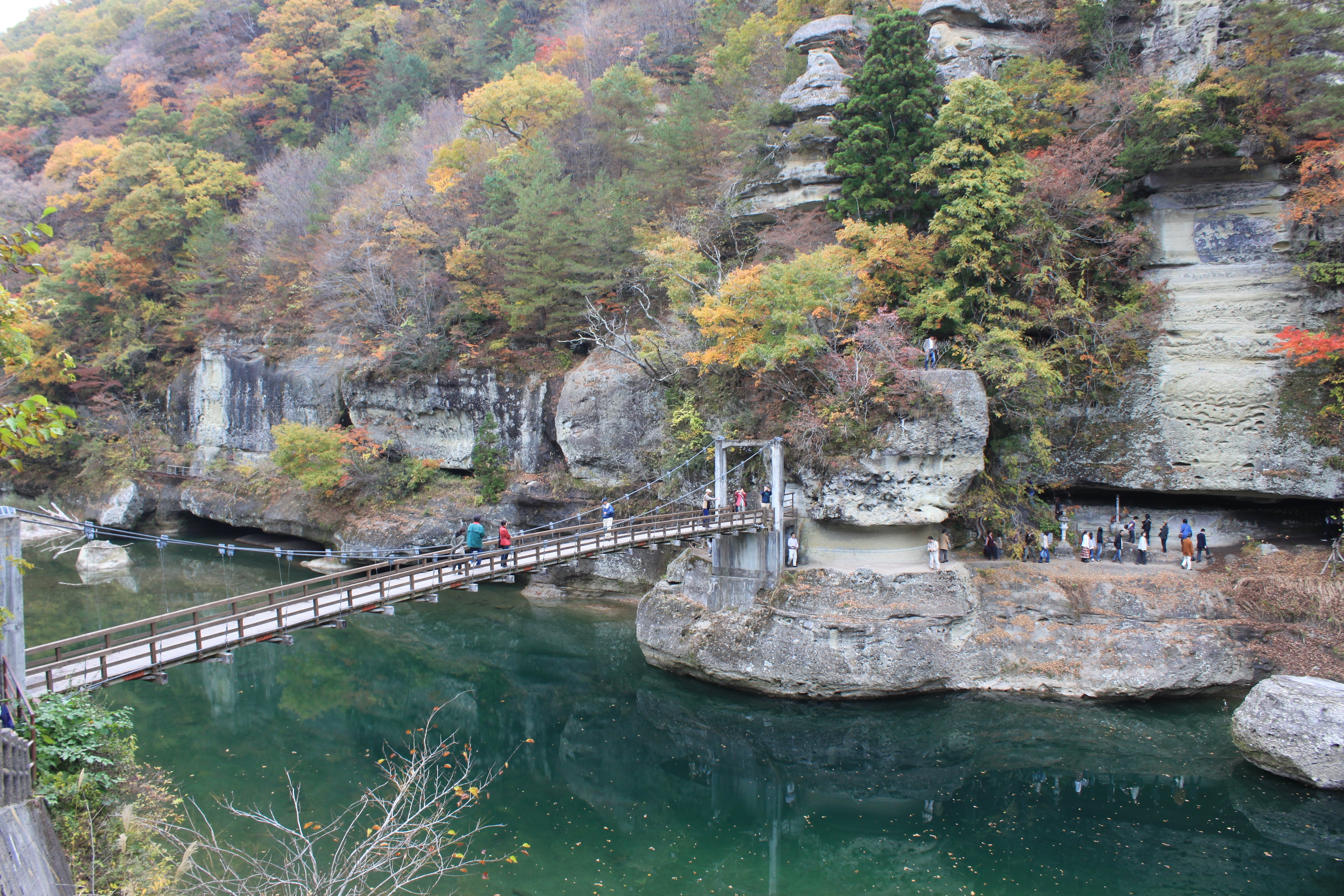
塔のへつりと阿賀川に架かる藤見橋

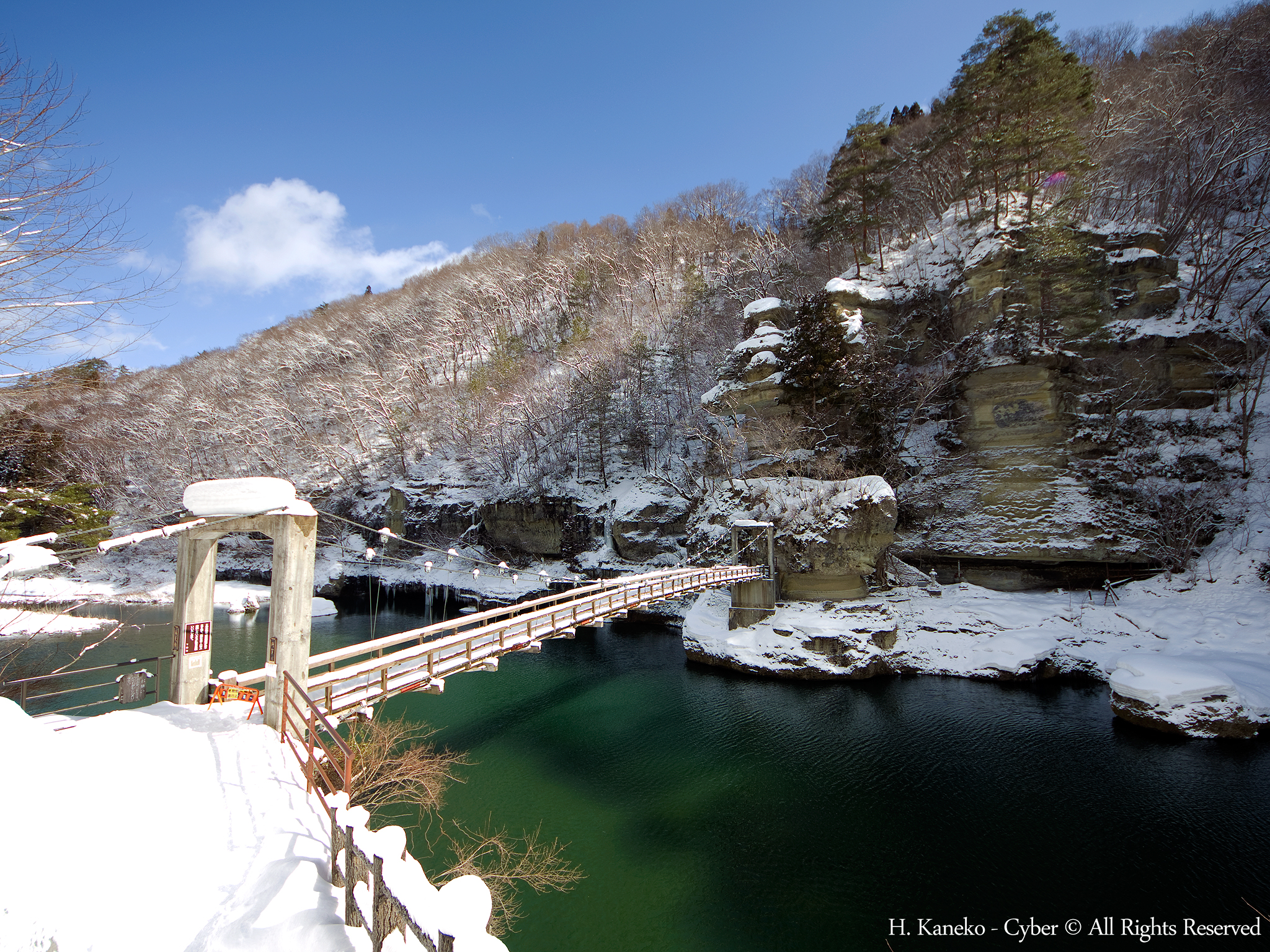
雪の塔のへつりと阿賀川に架かる藤見橋

塔のへつり（塔の岪、とうのへつり）は、福島県南会津郡下郷町にある景勝地。河食地形の奇形を呈する好例として、国の天然記念物に指定されている。
「へつり」とは会津方言で、川に迫った険しい断崖のことである。なお、「へつり」は「岪」（山冠に弗）という漢字表記があり、現地の看板ではこの表記だが、常用漢字やJIS X 0208に含まれない字であり（JIS X 0213には含まれる）、かな表記が標準化している。

## 概要
塔のへつりは、福島県会津地方の南会津東部を流れる大川が形成する渓谷で、大川羽鳥県立自然公園の一角を占める。
1943年（昭和18年）、河食地形の特異例として国の天然記念物に指定されている。一帯は第三系凝灰岩、凝灰角礫岩、頁岩などが互い違いになっており、その軟岩部が長年の歳月による侵食と風化の作用によって形成された柱状の断崖である。一帯は樹木に覆われており、新緑や紅葉の頃は一際美しい。
全長200メートルにわたって、大規模な奇岩が整列している。主なものには屏風岩、烏帽子岩、護摩塔岩、九輪塔岩、櫓塔岩、獅子塔岩、鷲塔岩などがあり、これらの岩を巡るように通路が彫られているが、経年による崩落等のため、吊橋を渡している舞台岩周辺以外は立ち入り禁止となっている。

## アクセス
- 会津鉄道会津線 塔のへつり駅 下車徒歩約10分。
- 国道121号からすぐ。

## 周辺 名所・旧跡・観光スポット
- 細井家資料館